# C/2015 V4 (PANSTARRS)
C/2015 V4 (PANSTARRS) — одна з комет типу комети Галлея (20<P<200 р.). Ця комета була відкрита 3 листопада 2015 року; блиск на час відкриття: ~20m. Комета відкрита за допомогою 1.8 м телескопа системи Річі — Кретьєна + ПЗЗ, спостерігачі: B. Gibson, T. Goggia, N. Primak, A. Schultz, M. Willman.